# Denis Alexandrowitsch Filimonow
Denis Alexandrowitsch Filimonow (russisch Денис Александрович Филимонов, wiss. Transliteration Denis Aleksandrovič Filimonov; * 1999) ist ein russischer Skilangläufer.

## Werdegang
Filimonow startete im November 2018 in Werschina Tjoi erstmals im Eastern-Europe-Cup und belegte dabei die Plätze 57 und drei im Sprint, den 90. Rang über 15 km klassisch und den 78. Platz über 10 km Freistil. Bei den Junioren-Skiweltmeisterschaften 2019 in Lahti lief er auf den 36. Platz über 10 km Freistil und den 33. Rang im Sprint. Im März 2019 wurde er in Syktywkar russischer Juniorenmeister im Sprint. In der Saison 2019/20 kam er in Eastern-Europe-Cup dreimal unter die ersten Zehn, darunter Platz zwei im Sprint in Werschina Tjoi und erreichte damit den 12. Platz in der Gesamtwertung. Sein Debüt im Weltcup hatte er im Januar 2020 in Dresden, welches er auf dem 53. Platz im Sprint beendete. Bei den U23-Weltmeisterschaften 2020 in Oberwiesenthal wurde er Fünfter im Sprint und gewann mit der Mixed-Staffel die Silbermedaille. Nachdem er zu Beginn der Saison 2020/21 beim Eastern-Europe-Cup zwei Siege und einen dritten Platz im Sprint errang, holte er beim Weltcup in Falun mit dem 20. Platz im Sprint seine ersten Weltcuppunkte. Bei den U23-Weltmeisterschaften 2021 in Vuokatti kam er auf den 52. Platz über 15 km Freistil und auf den fünften Rang im Sprint und erreichte zum Saisonende den siebten Platz in der Gesamtwertung des Eastern-Europe-Cups. Im folgenden Jahr holte er bei den U23-Weltmeisterschaften in Lygna die Bronzemedaille mit der Mixed-Staffel und die Silbermedaille im Sprint.

## Siege bei Continental-Cup-Rennen
| Nr. | Datum             | Ort            | Disziplin       | Serie              |
| --- | ----------------- | -------------- | --------------- | ------------------ |
| 1.  | 28. November 2020 | Werschina Tjoi | Sprint Freistil | Eastern Europe Cup |
| 1.  | 23. Dezember 2020 | Krasnogorsk    | Sprint Freistil | Eastern Europe Cup |